# Język angami
Język angami (tenyidie), także: angamis, gnamei, monr, ngami, tendydie, tsanglo, tsoghami, tsugumi – język chińsko-tybetański z grupy angami-pochuri, używany przez 153 tys. ludzi zamieszkujących przede wszystkim stan Nagaland w Indiach.
Został udokumentowany w literaturze. Istnieją różne publikacje opisujące jego słownictwo i gramatykę. Rozwinął piśmiennictwo na bazie alfabetu łacińskiego. Jest nauczany w miejscowych szkołach podstawowych.